# Somuncu Baba

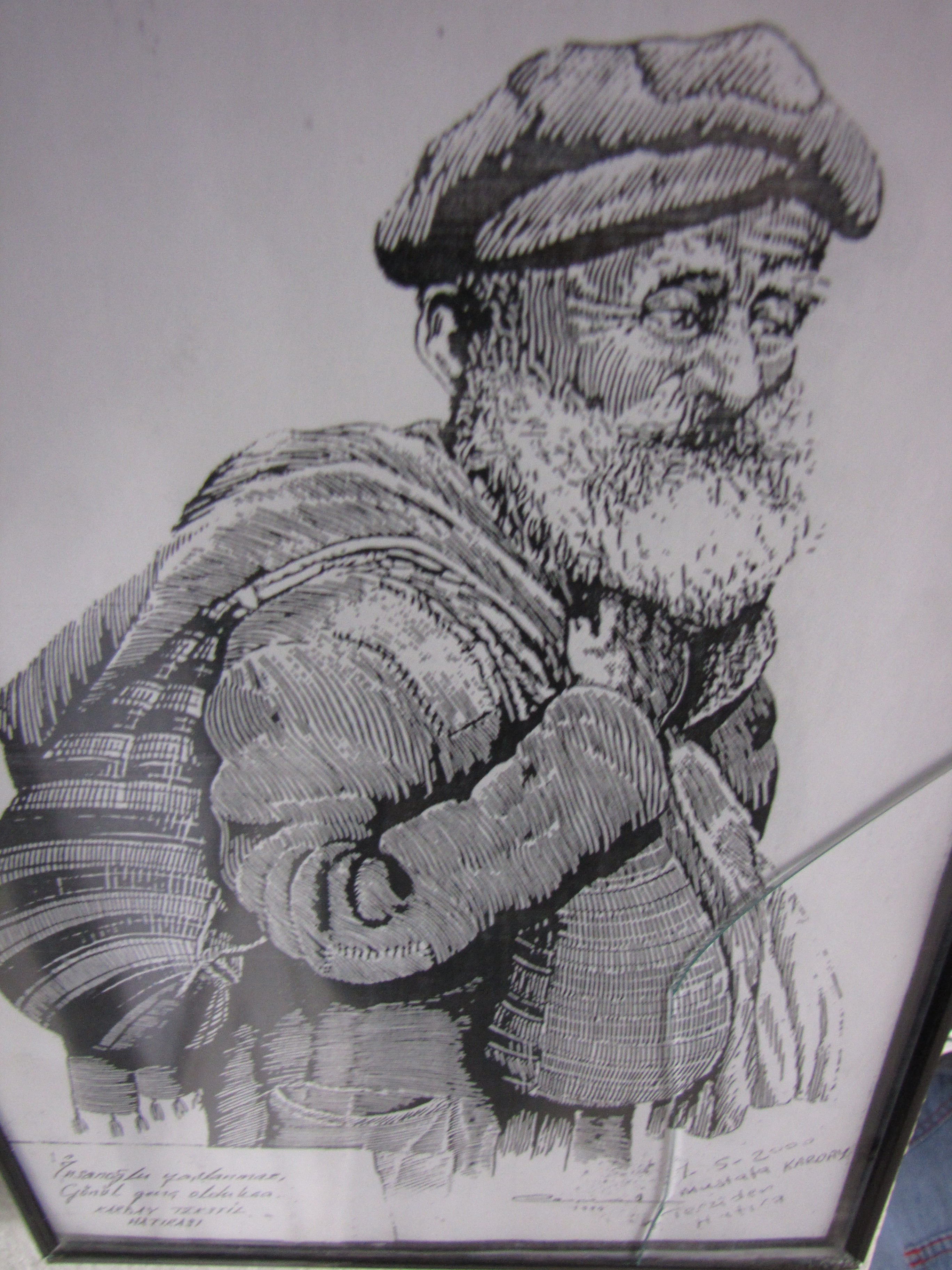
Darstellung des Somundschu Baba

Hamîdüddin Aksarâyî (* 1331 in Akçakaya, Kayseri; gest. 1412 in Darende, Provinz Malatya), besser bekannt unter seinem Beinamen Somuncu Baba, war ein asketischer Lehrer und Gelehrter, der hauptsächlich in der türkischen Stadt Bursa wirkte. Er wird von vielen als muslimischer Heiliger verehrt. Sein eigentlicher Name lautete Abdullah.

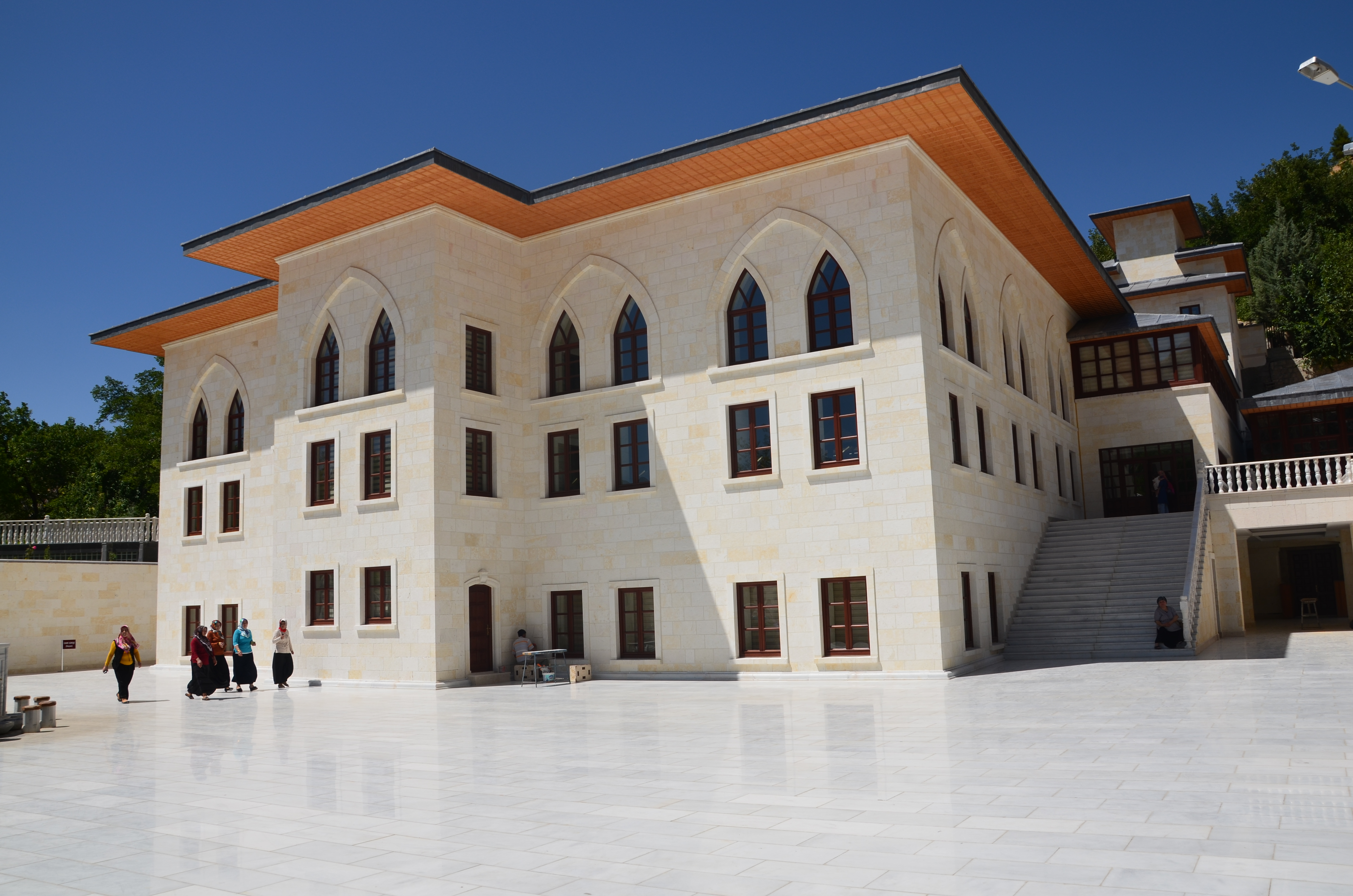
Der neu errichtete Grabkomplex (külliye) des Somundschu Baba

Die ersten Unterweisungen erhielt er von seinem Vater Scheich Şemseddin Musa. Anschließend studierte er in Damaskus.
Er war einer der Mürschids des Safi-Tariqa-Scheichs Hodscha Alā ad-Dīn Alī und übte auf die damalige islamische Welt sehr großen Einfluss aus. Somuncu Baba lehrte an der Ulu Cami von Bursa, wo er durch den osmanischen Sultan Bayezid I. als Lehrer eingestellt wurde, nachdem sie vollendet wurde. Unter Somuncu Babas Schülern und den von ihm ausgebildeten Gelehrten waren Persönlichkeiten wie Molla Fenari und Hacı Bayram-i Veli, der Gründer des Bayramiyye-Ordens.